# Music Heritage – Phoenix
Music Heritage – Phoenix este o compilație neoficială cu piese ale formației Phoenix, scoasă fără acordul membrilor acesteia, în anul 2002 de casa de discuri Quattro din Ucraina. Piesele incluse pe acest disc sunt preluate de pe CD-urile Vremuri, anii 60... (1998) și Mugur de fluier (1999). Compilația de față face parte din seria discografică Music Heritage, editată de casa de discuri ucraineană în perioada 2000–2003 și care include formații și artiști cunoscuți pe plan internațional. Pe lângă Phoenix, altă formație românească inclusă în această serie este Iris.

## Piese
1. Lasă, lasă... 1:28
2. Vremuri 3:12
3. Andrii Popa 3:11
4. Mica țiganiadă 3:22
5. Canarul 3:21
6. Nebunul cu ochii închiși 4:12
7. Pavel Chinezu 3:14
8. Lumina zorilor 3:24
9. Strunga 4:12
10. Mugur de fluier 3:12
11. Ochii negri, ochi de țigan 3:25
12. Muzica și muzichia 4:11
13. Totuși sunt ca voi 3:21
14. Vino să ne ascundem în nori 3:34
15. Mamă, mamă 3:15
16. Vânt hain 5:12
17. Miezul nopții 4:11